# Германско-израильские отношения

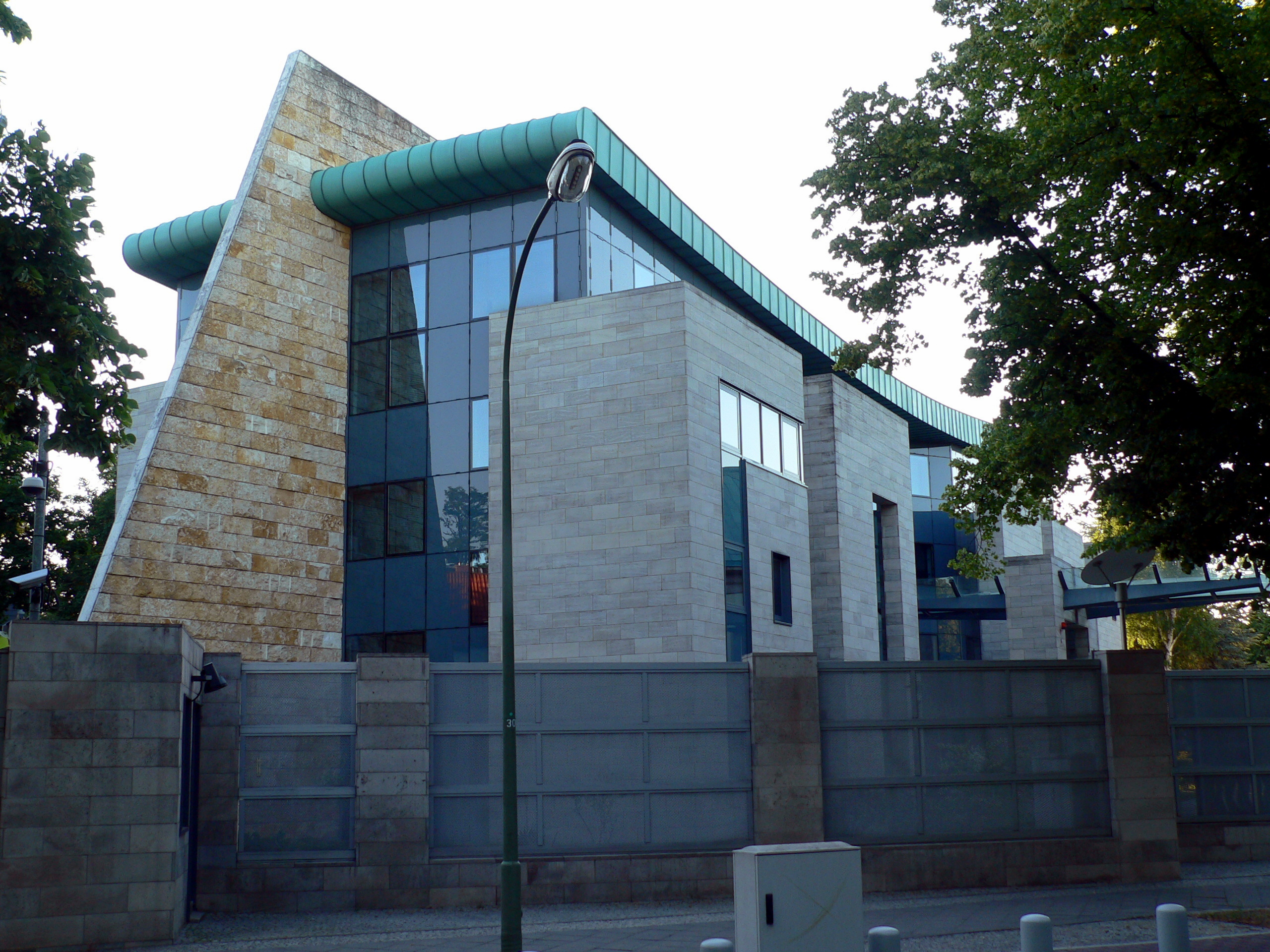
Израильское посольство в Берлине

Германско-израильские отношения — исторические и настоящие дипломатические, культурные, военные, политические, экономические и иные отношения между ФРГ и Государством Израиль. После окончания Второй мировой войны и Холокоста, отношения постепенно оттаяли, так как Западная Германия предложила выплатить репарации Израилю в 1952 году, и дипломатические отношения были официально установлены 12 мая 1965 года. Тем не менее, глубокое недоверие к немецкому народу оставалось достаточно распространённым в Израиле и в еврейских диаспорах по всему миру ещё в течение многих лет. Отношения между ГДР и Израилем никогда не были установлены. Сегодня Израиль и Германия поддерживают «особые отношения», основанные на общих убеждениях, западных ценностях и сочетании исторических перспектив. Среди наиболее важных факторов в их отношениях — геноцид евреев во время Холокоста нацистской Германией.
Германия представлена в Израиле посольством в Тель-Авиве. Израиль представлен в Германии посольством в Берлине и генеральным консульством в Мюнхене. Обе страны являются полноправными членами Организация экономического сотрудничества и развития и Союз для Средиземноморья. Посол Израиля в Германии — Рон Просор (с 2022).

## История

### Соглашение о выплатах

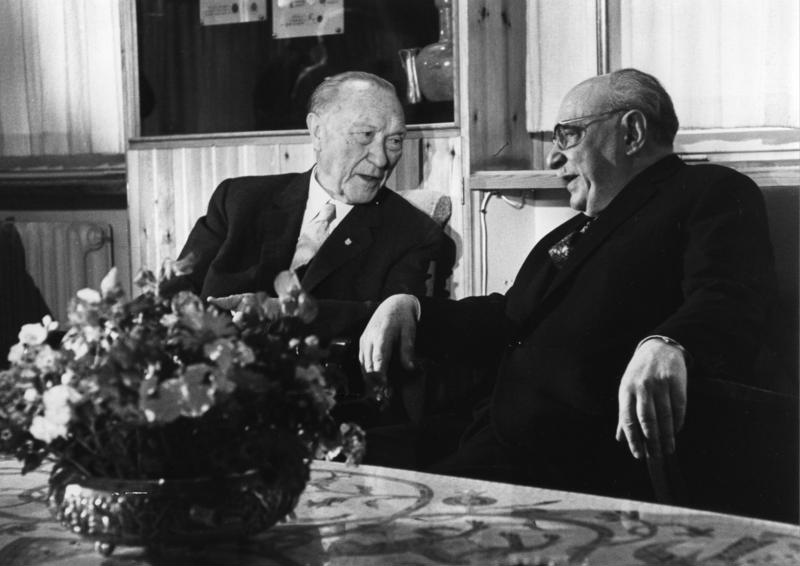
Конрад Аденауэр встречается с Залманом Шазаром в Израиле

В начале 1950-х начались переговоры между израильским премьер-министром Давидом Бен-Гурионом, председателем Еврейского совета по материальным требованиям против Германии Нахумом Голдманом и канцлером ФРГ Конрадом Аденауэром. Из-за чувствительности темы переговоров они проводились в израильском Кнессете. В 1952 году было подписано Соглашение о репарациях. По состоянию на 2007 год Германия выплатила 25 млрд евро репараций израильскому государству и конкретным людям, пережившим Холокост.
В 1950 году Герман Маас (англ.) стал первым немцем, официально приглашённым в Израиль. 12 мая 1965 года ФРГ и Израиль установили дипломатические отношения. С тех пор регулярно происходят государственные визиты, хотя в течение многих лет на отношения влиял тот факт, что евреи в Израиле и за его пределами сохраняли глубокое недоверие к Германии и самим немцам. Первый официальный визит немецкого президента Романа Герцога за пределы Европы, был совершен в Израиль в 1994 году. Израильский премьер Эхуд Барак был первым иностранным лидером, которого принимали в Берлине после переноса столицы из Бонна в 1999 году. Немецкий канцлер Герхард Шрёдер посещал Израиль в октябре 2000 года. В 2005 году, в год 40-летия установления двусторонних дип. отношений, немецкий президент Хорст Кёлер и израильский президент Моше Кацав обменялись государственными визитами.

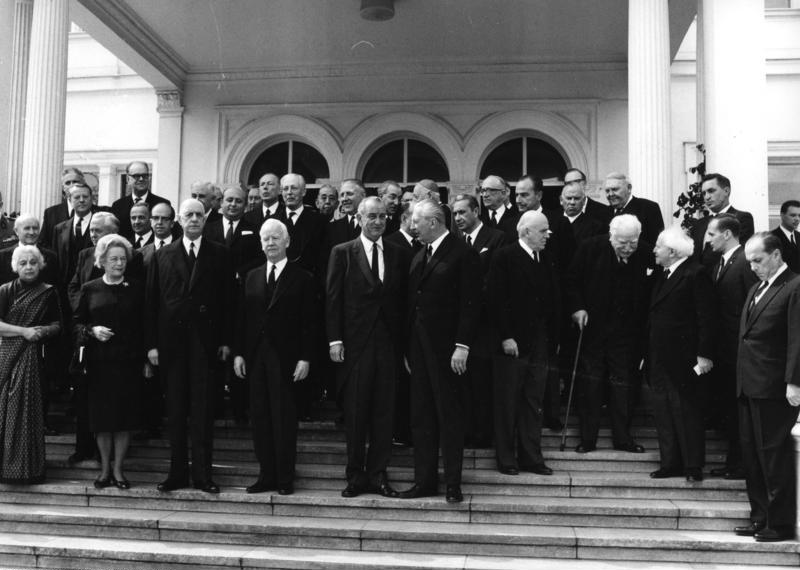
Бен-Гурион на похоронной церемонии Аденауэра в Бонне

Две страны установили сеть контактов между парламентами, правительством, неправительственными организациями, а также стратегические и оборонные связи.
20 января 2008 года пресс-секретарь канцлера Ангелы Меркель объявил, что немецкий и израильский кабинеты правительств встретятся в Израиле в марте 2008 года в честь празднования 60-летия независимости Израиля. Это был первый раз, когда немецкий кабинет встречался с другим кабинетом за пределами Европы. Ожидалось, что совместные встречи будут проходить ежегодно. 17 марта 2008 года Меркель посетила Израиль с трёхдневным визитом в честь его 60-летия. Она встретилась со своим израильским коллегой Эхудом Ольмертом и подписала соглашения по разным вопросам: образованию, окружающей среде и обороне. 18 марта 2008 года Ангела Меркель выступила с речью в поддержку политики Израиля в Кнессете.
В январе 2011 года Меркель посетила Израиль и встретилась с премьер-министром Биньямином Нетаньяху и лидером оппозиционной партии «Кадима» Ципи Ливни. В феврале 2011 года Нетаньяху позвонил Меркель чтобы обсудить голосование Германии на заседании Совбеза ООН в пользу палестинского предложения. Меркель, как сообщалось, сказала Нетаньяху, что он разочаровал её и не сделал ничего для приближения заключения мирного договора.. В середине марта 2011 года Нетаньяху прибыл в Берлин для обсуждения возникших разногласий.
В сентябре 2011 года Меркель критиковала Израиль за строительство поселений в Иерусалиме и заявила, что новые жилые единицы вызывают сомнение в готовности Израиля вести переговоры с палестинцами. В октябре 2011 года Германия была одной из 14 стран, которые голосовали против предоставления Палестине членства в ЮНЕСКО, в рамках инициативы «Палестина 194». Когда Израиль объявил, что строительство поселений будет продолжено в ответ на попытки Палестины объявить независимость в одностороннем порядке, Германия пригрозила остановить поставку в Израиль подводных лодок, способных нести ядерный заряд.
Немецкая национальная железнодорожная компания Deutsche Bahn вышла из проекта по строительству скоростной железной дороги в Иерусалим (англ.), потому что часть линии будет проходить по территории Западного берега реки Иордан. Согласно сообщениям в прессе, немецкий министр транспорта Петер Рамзуэр сказал исполнительному директору Deutsche Bahn, что проектируемая линия ж/д будет «проблематичной в политической перспективе» и нарушает международное законодательство. В результате, компания которой владеет немецкое правительство вышла из проекта. Решение компании было расценено как победа израильскими левыми и палестинскими активистами, которые развернули кампанию в рамках международного движения BDS.
29 августа 2017 года новый израильский посол в Берлине Джереми Иссахаров вручил верительные грамоты президенту Германии Штанмайеру. На этом посту он сменил Яакова Адаса, возглавлявшего израильскую миссию в Германии с 2012 года.
В июне 2018 года канцлер Германии Ангела Меркель и премьер-министр Израиля Биньямин Нетаньяху встречались в Берлине. Стороны обсуждали ситуацию в Газе и «иранский вопрос».
3 октября 2018 года Израиль с рабочим визитом посетила канцлер ФРГ Ангела Меркель. Это её первый визит в еврейское государство за последние 4 года. Она посетила мемориальный комплекс «Яд ва-Шем» в Иерусалиме, ей была вручена почётная докторская степень Хайфского университета, она также посетила посвящённую израильским инновациям выставку и приняла участие в круглом столе с израильскими бизнесменами. Меркель провела переговоры со своим коллегой Биньямином Нетаньяху и президентом Израиля Реувеном Ривлиным.

## Торговля

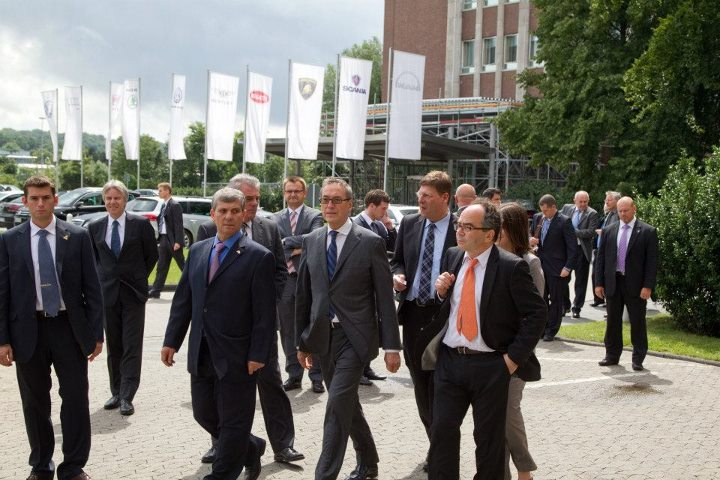
Израильский министр торговли Шалом Симхон встречается с немецкими официальными лицами

Германия является крупнейшим торговым партнёром Израиля в Европе, а также вторым по значимости торговым партнёром Израиля после США. Импорт Израиля из Германии оценивается в 2,3 млрд долл США ежегодно. Для Германии Израиль является 4-м крупнейшим торговым партнером в регионе Северная Африка/Ближний Восток.

## Культура, наука и социальные программы

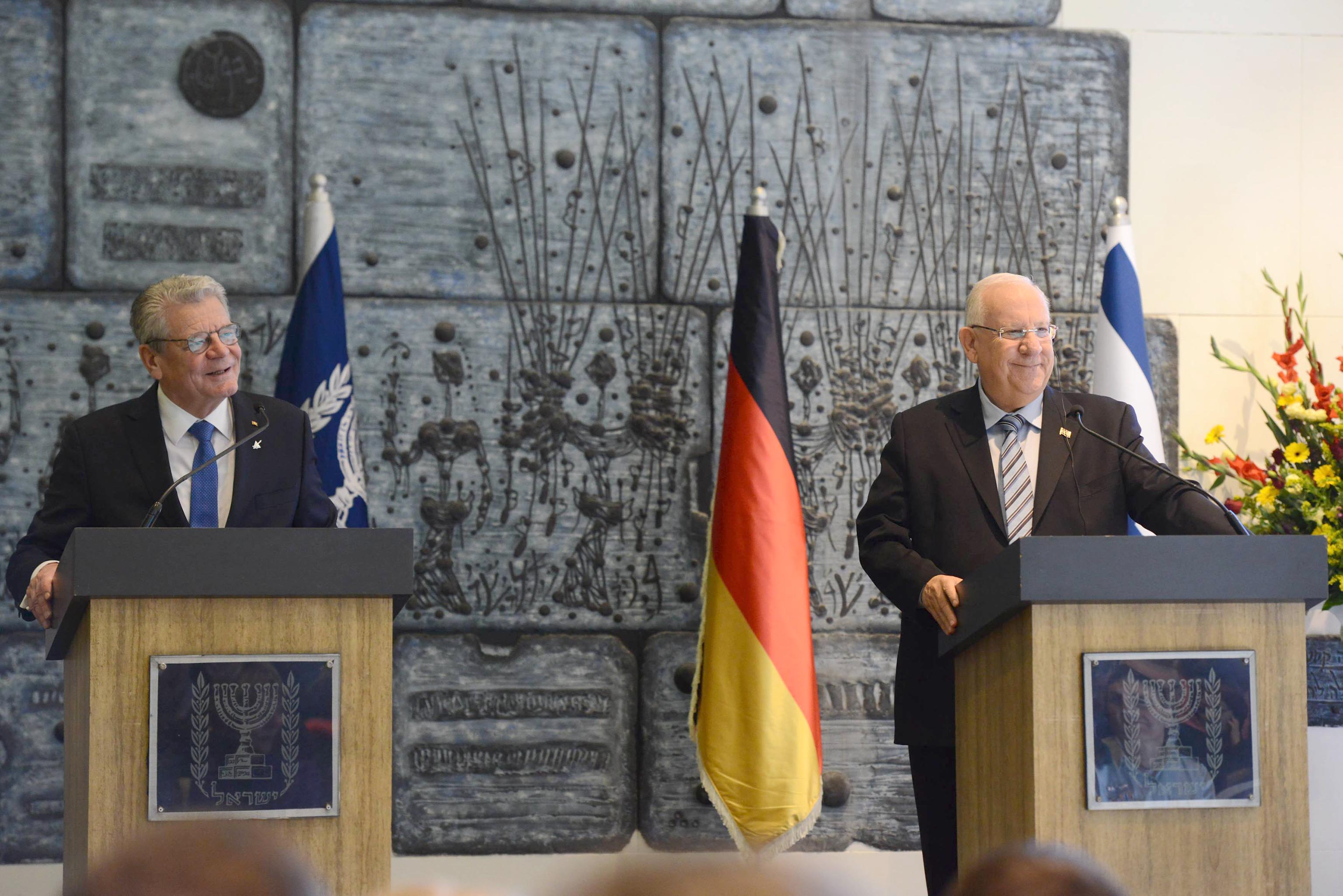
Йоахим Гаук на встрече с Реувеном Ривлиным в Израиле, декабрь 2015 года

Две страны имеют обширные контакты в области научных исследований, в том числе сотрудничают германские и израильские университеты, развивается общество Minerva Society. Во время визита президента Моше Кацава, президент Бундестага Вольфганг Тирзе ратовал за основание германо-израильского молодёжного офиса, по образцу совместных немецких организаций с Францией и Польшей — как средство для обучения немецких и израильских школьников истории и чувствительности в их взаимоотношениях.
В настоящее время действуют несколько программ по обмену между немецкими и израильскими школьниками. Около 2 000 израильтян и 4 500 немцев участвуют ежегодно в программах по обмену, основанных немецким федеральным министерством по делам семьи, пенсионеров, женщин и молодежи. Немецкая организация Action Reconciliation (Aktion Sühnezeichen) играет большую роль в сближении немцев и израильтян. С 1961 года Action Reconciliation отправила примерно 2 500 добровольцев работать в израильские больницы и программы социальной помощи. Церкви и профсоюзы также принимают участие в совместных программах.
Израиль придает большое значение подписанию соглашений о городах-побратимов с различными немецкими городами. Так, например, у Хайфы, есть пять городов-побратимов в Германии; у Тель-Авива — пять, а у Нетании — два. Более 100 израильских городов и городских советов поддерживают связи с немецкими партнерами.

## Военное сотрудничество
Германия и Израиль плодотворно сотрудничают в военной сфере, однако большая часть этого сотрудничества засекречена. Началось оно в 1955—1956 гг., когда Германия поставила Израилю два сторожевых катера береговой охраны.
С 1959 года по 1967 ФРГ была важным поставщиком военного оборудования и оружия в Израиль. Однако, после 1965 года когда ФРГ вышла из соглашения по продаже танков Израилю, заказ переняли США и поставили 210 танков M48 Patton. Танки Merkava 4 используют немецкий двигатель MTU MB 873 Ka-501, дизельный охлаждаемый воздухом V12, производимый по лицензии. Германия поставляет в Израиль подводные лодки класса Дельфин, а Германия утилизирует разработанные в Израиле противотанковые ракеты Spike. В 2008 году стало известно, что Германия и Израиль секретно совместно разрабатывали систему оповещения при ядерной опасности, получившей название «Operation Bluebird».
Германо-израильское военное сотрудничество долгое время было тайным, так как подобный союз мог быть неблагоприятно воспринят в Израиле. Однако, это тесное сотрудничество, переведенные через сделки вооружений и обмен разведывательной информацией, превратилось в солидное доверие и в конечном итоге заложило необходимую основу для установления дипломатических связей.
После нападения ХАМАСа на Израиль Германия высказала поддержку Израилю.